# تپت

تپت غلتکی (با رنگ سرخ نشان داده شده است) در یک موتور درون‌سوز

تپت که در تداول تعمیرکاران تایپیت تلفظ می‌شود قطعه‌ای است که در موتورهای درون‌سوز چهار زمانه عمل باز کردن سوپاپ‌های ورودی و خروجی را انجام می‌دهد.
تپت حرکت چرخشی را در فعال کردن یک سوپاپ به حرکت خطی تبدیل می‌کند، جایی که حرکت چرخشی میل بادامک را به صورت مستقیم یا غیرمستقیم به حرکت خطی سوپاپ‌های ورودی و خروجی تبدیل می‌کند.
استفاده قبلی از این اصطلاح برای بخشی از چرخ دنده سوپاپ در ماشین‌های بخار بود که در سال ۱۷۱۵ شروع شد. این اصطلاح همچنین برای اجزای سیلندرهای پنوماتیکی و بافندگی بافندگی استفاده می‌شود.